# Lúcia Moniz
Lúcia Moniz, nome completo Ana Lúcia Pereira Moniz (Lisbona, 9 settembre 1976), è una cantante e attrice portoghese.

## Carriera
La sua carriera ha inizio all'Eurovision Song Contest 1996, dove si classifica al sesto posto con la canzone O Meu Coração Não Tem Cor (Il mio cuore non ha colore), miglior piazzamento lusitano prima della vittoria di Salvador Sobral. Ha poi inciso due album negli Stati Uniti: Magnolia (1999) e 67 (2002).
Come attrice ha lavorato in diverse serie televisive e ha conosciuto il successo internazionale grazie al film inglese Love Actually - L'amore davvero del 2003, nel quale in un episodio interpretava il ruolo della governante della casa francese dello scrittore in fuga da una delusione sentimentale interpretato da Colin Firth.
Durante la lavorazione di tale film ha scoperto di essere incinta e deciso di dedicarsi alla maternità, sospendendo concerti ed esibizioni, e lavorando al nuovo album in tutta tranquillità nella sua casa nelle isole Azzorre. Dopo la pubblicazione del terzo album Leva-me Para Casa (2005) ha ripreso l'attività in vari spettacoli musicali, tra cui una versione portoghese di West Side Story, e ha partecipato a Living in a car, serie televisiva canadese.

## Discografia
- Magnolia (1999)
- 67 (2002)
- Leva-me Para Casa (2005)

## Filmografia parziale
- Love Actually - L'amore davvero, regia di Richard Curtis (2003)
- Fatima, regia di Marco Pontecorvo (2020)
- Listen, regia di Ana Rocha de Sousa (2020)